# Puchar Albanii w piłce nożnej
Puchar Albanii w piłce nożnej (alb. Kupa e Shqipërisë) – cykliczne rozgrywki piłkarskie o charakterze pucharu krajowego w Albanii. Organizowane co sezon przez Albański Związek Piłki Nożnej (FSHF) i przeznaczone są dla krajowych klubów piłkarskich. Najważniejsze po Superlidze piłkarskie rozgrywki w kraju. Zwycięzca otrzymuje prawo do grania w pierwszej rundzie eliminacyjnej Ligi Konferencji.

## Historia
11 grudnia 1938 roku rozpoczęły się pierwsze rozgrywki o Puchar Albanii (znany również jako Puchar Króla, na cześć króla Zogu I). Rywalizacja ta składała się z systemu rozgrywek ligowych z szerokim udziałem trzech dywizji i 6 grup, w których łącznie uczestniczyło 18 drużyn. W Grupie Głównej (Grupa A) wystąpiły trzy drużyny (KF Tirana, Vllaznia Szkodra i Besa Kavaja), które walczyły o tytuł zdobywcy Pucharu. Rozgrywki zakończyły się 22 stycznia 1939 roku zwycięstwem KF Tirana.
W ćwierćfinale edycji 1952 roku, rozegranym w jednym meczu, zanotowano jeden z najdłuższych trwających meczów: łącznie 255 minut. 5 października mecz pomiędzy Dinamo Tirana i Partizani Tirana zakończył się wynikiem 0:0 po trzech dogrywkach po 15 minut każda. W tym czasie nie było rzutów karnych, a jedynie rzut monetą ustalał zwycięzcę. Rozwiązanie takie zostało uznane przez federację za niesprawiedliwe, która nakazała powtórzenie meczu 7 października, w którym Dinamo wygrało 3:2 po zakończeniu dwóch dogrywek po 15 minut każda.
W 1/8 finału edycji 1962/63 w dwóch meczach zmierzyły się ze sobą drużyny Apolonia Fier i Korabi Peshkopi: pierwszy mecz zakończył się wynikiem 2:1, drugi meczem 1:2. Po rozegraniu dwóch dogrywek do dziś pozostała najdłuższa seria rzutów karnych w oficjalnym meczu piłkarskim, zakończona zawieszeniem przez sędziego z powodu słabej widoczności (nie było sztucznego oświetlenia) i wznowiona następnego dnia rano. Polonia Fier wygrała serię rzutów z wynikiem 25:24.
W edycji 1964/65 pojedynczy mecz 1/8 finału, rozegrany 20 czerwca 1965 roku pomiędzy Partizani Tirana i Flamurtari Wlora, zakończył się 1:1 w regulaminowym czasie, po czym natychmiast została przeprowadzona seria dziesięciu rzutów karnych, z których dziewięć strzałów nie trafiono lub odbito przez swoich bramkarzy. Ostatecznie Flamurtari wygrało rundę 1:0.
W finale edycji 1971/72, rozegranym pomiędzy Vllaznia Szkodra i Besa Kavaja, pierwszy mecz zakończył się zwycięstwem Besy 2:0. W rewanżu w regulaminowym czasie Vllaznia wygrała też 2:0, dzięki dwóm rzutom karnym strzelonym przez Ramazana Rragamiego, znanego piłkarza w swoim kraju. Po dwóch dogrywkach doszło do rzutów karnych: w tym czasie nie obowiązywała zasada naprzemiennych rzutów karnych, a Vllaznia wygrała po strzeleniu przez Rragamiego wszystkich pięciu strzałów, który wciąż jest rekordzistą w zdobywaniu bramek w jednym meczu (w sumie 7).

## Format
Format rozgrywek był wiele razy zmieniany. W rozgrywkach uczestniczą kluby występujące w Mistrzostwach Albanii. Pierwsza edycja odbyła się w sezonie 1938/39 w formule każdy z każdym (w 1939 roku mistrzostwo Albanii nie było organizowane). Nie rozgrywano od 1940 do 1947 z powodów wojennych, a od 1948 przybrał format bezpośredniej eliminacji. Do 1958 roku finał składał się z jednego meczu, natomiast od 1960 roku naprzemiennie odbywały się mecze u siebie i na wyjeździe oraz jednorazowe mecze na neutralnym terenie. Od sezonu 1994/95 odbywał się pojedynczy mecz finałowy.

## Zwycięzcy i finaliści
| Sezon                                                    | K            | K                               | T  | Zwycięzca          | Wynik         | Finalista          | Data, miejsce                   | Br. | Król strzelców                                               | Uwagi                                    |
| Puchar Króla w piłce nożnej (alb. Kupa e Mbretit)        |              |                                 |    |                    |               |                    |                                 |     |                                                              |                                          |
| 1938/39                                                  |              |                                 | 1  | SK Tirana          | System ligowy |                    | 11.12.1938-22.01.1939           | ?   | ?                                                            | 18 klubów w 3 grupach, w tym 3 w głównej |
| 1940–1947                                                |              |                                 |    |                    |               |                    |                                 |     |                                                              | Rozgrywki nie odbyły się                 |
| Puchar Republiki w piłce nożnej (alb. Kupa e Republikës) |              |                                 |    |                    |               |                    |                                 |     |                                                              |                                          |
| 1948                                                     |              |                                 | 1  | Partizani Tirana   | 5:2           | 17 Nëntori Tirana  | 26.02.1949, Tirana              | ?   | ?                                                            | ? klubów                                 |
| 1949                                                     |              |                                 | 2  | Partizani Tirana   | 1:0           | 17 Nëntori Tirana  | 8.01.1950, Tirana               | ?   | ?                                                            | ? klubów                                 |
| 1950                                                     |              |                                 | 1  | Dinamo Tirana      | 2:1           | Partizani Tirana   | 29.11.1950, Tirana              | ?   | ?                                                            | ? klubów                                 |
| 1951                                                     |              |                                 | 2  | Dinamo Tirana      | 3:2           | Partizani Tirana   | 1951, Tirana                    | ?   | ?                                                            | ? klubów                                 |
| 1952                                                     |              |                                 | 3  | Dinamo Tirana      | 4:1           | Puna Tirana        | 19.10.1952, Tirana              | ?   | ?                                                            | ? klubów                                 |
| 1953                                                     |              |                                 | 4  | Dinamo Tirana      | 2:0           | Partizani Tirana   | 17.01.1954, Tirana              | ?   | ?                                                            | ? klubów                                 |
| 1954                                                     |              |                                 | 5  | Dinamo Tirana      | 2:1           | Partizani Tirana   | 7.11.1954, Tirana               | ?   | ?                                                            | ? klubów                                 |
| 1955                                                     |              |                                 |    |                    |               |                    |                                 |     |                                                              | Rozgrywki nie odbyły się                 |
| 1956                                                     |              |                                 |    |                    |               |                    |                                 |     |                                                              | Rozgrywki nie odbyły się                 |
| 1957                                                     |              |                                 | 3  | Partizani Tirana   | 2:0           | Puna Durrës        | 3.11.1957, Tirana               | ?   | ?                                                            | ? klubów                                 |
| 1958                                                     |              |                                 | 4  | Partizani Tirana   | 4:0           | Skënderbeu Korcza  | 7.11.1958, Tirana               | ?   | ?                                                            | ? klubów                                 |
| 1959                                                     |              |                                 |    |                    |               |                    |                                 |     |                                                              | Rozgrywki nie odbyły się                 |
| 1960                                                     |              |                                 | 6  | Dinamo Tirana      | 1:0           | Flamurtari Wlora   | 1960, Wlora 1960, Tirana        | ?   | ?                                                            | ? klubów                                 |
| 1960                                                     | 1:0          |                                 | 6  | Dinamo Tirana      |               | Flamurtari Wlora   |                                 | ?   | ?                                                            | ? klubów                                 |
| 1961                                                     |              |                                 | 5  | Partizani Tirana   | 1:0           | Besa Kavaja        | 1961, Kavaja                    | ?   | ?                                                            | ? klubów                                 |
| 1961                                                     | 1:1          | 1961, Tirana                    | 5  | Partizani Tirana   |               | Besa Kavaja        |                                 | ?   | ?                                                            | ? klubów                                 |
| 1962                                                     |              |                                 |    |                    |               |                    |                                 |     |                                                              | Rozgrywki nie odbyły się                 |
| 1962/63                                                  |              |                                 | 2  | 17 Nëntori Tirana  | 2:3           | Besa Kavaja        | 31.03.1963, Tirana              | ?   | ?                                                            | ? klubów                                 |
| 1962/63                                                  | 1:0 (k. 5:3) | 7.04.1963, Kavaja               | 2  | 17 Nëntori Tirana  |               | Besa Kavaja        |                                 | ?   | ?                                                            | ? klubów                                 |
| 1963/64                                                  |              |                                 | 6  | Partizani Tirana   | 3:0           | Tomori Berat       | 1964, Tirana                    | ?   | ?                                                            | ? klubów                                 |
| 1964/65                                                  |              |                                 | 1  | Vllaznia Szkodra   | 1:0           | Skënderbeu Korcza  | 1965, Tirana                    | ?   | ?                                                            | ? klubów                                 |
| 1965/66                                                  |              |                                 | 7  | Partizani Tirana   | 2:1           | Vllaznia Szkodra   | 6.03.1966, Szkodra              | ?   | ?                                                            | ? klubów                                 |
| 1965/66                                                  | 4:3          | 13.03.1966, Tirana              | 7  | Partizani Tirana   |               | Vllaznia Szkodra   |                                 | ?   | ?                                                            | ? klubów                                 |
| 1966/67                                                  |              |                                 |    |                    |               |                    |                                 |     |                                                              | Rozgrywki nie odbyły się                 |
| 1967/68                                                  |              |                                 | 8  | Partizani Tirana   | 4:1           | Vllaznia Szkodra   | 1968, Tirana                    | ?   | ?                                                            | ? klubów                                 |
| 1968/69                                                  |              |                                 |    |                    |               |                    |                                 |     |                                                              | Rozgrywki nie odbyły się                 |
| 1969/70                                                  |              |                                 | 9  | Partizani Tirana   | 4:0           | Vllaznia Szkodra   | 8.03.1970, Tirana               | ?   | ?                                                            | ? klubów                                 |
| 1969/70                                                  | 0:1          | 15.03.1970, Szkodra             | 9  | Partizani Tirana   |               | Vllaznia Szkodra   |                                 | ?   | ?                                                            | ? klubów                                 |
| 1970/71                                                  |              |                                 | 7  | Dinamo Tirana      | 2:0           | Besa Kavaja        | 1971, Tirana                    | ?   | ?                                                            | ? klubów                                 |
| 1971/72                                                  |              |                                 | 2  | Vllaznia Szkodra   | 0:2           | Besa Kavaja        | 23.04.1972, Kavaja              | ?   | ?                                                            | ? klubów                                 |
| 1971/72                                                  | 2:0 (k.5:3)  | 1.05.1972, Szkodra              | 2  | Vllaznia Szkodra   |               | Besa Kavaja        |                                 | ?   | ?                                                            | ? klubów                                 |
| 1972/73                                                  |              |                                 | 10 | Partizani Tirana   | 1:0           | Dinamo Tirana      | 9.06.1973, Tirana               | ?   | ?                                                            | ? klubów                                 |
| 1973/74                                                  |              |                                 | 8  | Dinamo Tirana      | 1:0           | Partizani Tirana   | 10.03.1974, Tirana              | ?   | ?                                                            | ? klubów                                 |
| 1974/75                                                  |              |                                 | 1  | Labinoti Elbasan   | 1:0           | Lokomotiva Durrës  | 9.03.1975, Durrës               | ?   | ?                                                            | ? klubów                                 |
| 1974/75                                                  | 1:0          | 16.03.1975, Elbasan             | 1  | Labinoti Elbasan   |               | Lokomotiva Durrës  |                                 | ?   | ?                                                            | ? klubów                                 |
| 1975/76                                                  |              |                                 | 3  | 17 Nëntori Tirana  | 3:1           | Skënderbeu Korcza  | 14.03.1976, Tirana              | ?   | ?                                                            | ? klubów                                 |
| 1975/76                                                  | 1:0          | 21.03.1976, Korcza              | 3  | 17 Nëntori Tirana  |               | Skënderbeu Korcza  |                                 | ?   | ?                                                            | ? klubów                                 |
| 1976/77                                                  |              |                                 | 4  | 17 Nëntori Tirana  | 1:2           | Dinamo Tirana      | 9.01.1977, Tirana (Dinamo)      | ?   | ?                                                            | ? klubów                                 |
| 1976/77                                                  | 2:1 (k.8:7)  | 16.01.1977, Tirana (17 Nëntori) | 4  | 17 Nëntori Tirana  |               | Dinamo Tirana      |                                 | ?   | ?                                                            | ? klubów                                 |
| 1977/78                                                  |              |                                 | 9  | Dinamo Tirana      | 1:0           | Traktori Lushnja   | 1978, Tirana                    | ?   | ?                                                            | ? klubów                                 |
| 1977/78                                                  | 0:0          | 1978, Lushnja                   | 9  | Dinamo Tirana      |               | Traktori Lushnja   |                                 | ?   | ?                                                            | ? klubów                                 |
| 1978/79                                                  |              |                                 | 3  | Vllaznia Szkodra   | 1:1           | Dinamo Tirana      | 11.02.1979, Tirana              | ?   | ?                                                            | ? klubów                                 |
| 1978/79                                                  | 2:1 pd.      | 18.02.1979, Szkodra             | 3  | Vllaznia Szkodra   |               | Dinamo Tirana      |                                 | ?   | ?                                                            | ? klubów                                 |
| 1979/80                                                  |              |                                 | 11 | Partizani Tirana   | 1:1           | Labinoti Elbasan   | 20.02.1980, Elbasan             | ?   | ?                                                            | ? klubów                                 |
| 1979/80                                                  | 1:0          | 24.02.1980, Tirana              | 11 | Partizani Tirana   |               | Labinoti Elbasan   |                                 | ?   | ?                                                            | ? klubów                                 |
| 1980/81                                                  |              |                                 | 4  | Vllaznia Szkodra   | 1:2           | Besa Kavaja        | 10.06.1981, Kavaja              | ?   | ?                                                            | ? klubów                                 |
| 1980/81                                                  | 5:1          | 14.06.1981, Szkodra             | 4  | Vllaznia Szkodra   |               | Besa Kavaja        |                                 | ?   | ?                                                            | ? klubów                                 |
| 1981/82                                                  |              |                                 | 10 | Dinamo Tirana      | 2:3           | 17 Nëntori Tirana  | 30.05.1982, Tirana (17 Nëntori) | ?   | ?                                                            | ? klubów                                 |
| 1981/82                                                  | 1:0          | 6.06.1982, Tirana (Dinamo)      | 10 | Dinamo Tirana      |               | 17 Nëntori Tirana  |                                 | ?   | ?                                                            | ? klubów                                 |
| 1982/83                                                  |              |                                 | 5  | 17 Nëntori Tirana  | 1:0           | Flamurtari Wlora   | 3.02.1983, Tirana               | ?   | ?                                                            | ? klubów                                 |
| 1983/84                                                  |              |                                 | 6  | 17 Nëntori Tirana  | 2:1           | Flamurtari Wlora   | 10.06.1984, Szkodra             | ?   | ?                                                            | ? klubów                                 |
| 1984/85                                                  |              |                                 | 1  | Flamurtari Wlora   | 2:1           | Partizani Tirana   | 8.02.1985, Elbasan              | ?   | ?                                                            | ? klubów                                 |
| 1985/86                                                  |              |                                 | 7  | 17 Nëntori Tirana  | 3:1           | Vllaznia Szkodra   | 1.06.1986, Tirana               | ?   | ?                                                            | ? klubów                                 |
| 1986/87                                                  |              |                                 | 5  | Vllaznia Szkodra   | 3:0           | Flamurtari Wlora   | 7.06.1987, Szkodra              | ?   | ?                                                            | ? klubów                                 |
| 1986/87                                                  | 1:3          | 14.06.1987, Wlora               | 5  | Vllaznia Szkodra   |               | Flamurtari Wlora   |                                 | ?   | ?                                                            | ? klubów                                 |
| 1987/88                                                  |              |                                 | 2  | Flamurtari Wlora   | 1:0           | Partizani Tirana   | 9.06.1988, Szkodra              | ?   | ?                                                            | ? klubów                                 |
| 1988/89                                                  |              |                                 | 11 | Dinamo Tirana      | 0:0 pd.       | Partizani Tirana   | 31.05.1989, Tirana              | ?   | ?                                                            | ? klubów                                 |
| 1988/89                                                  | 3:1 (powt.)  | 2.06.1989, Tirana               | 11 | Dinamo Tirana      |               | Partizani Tirana   |                                 | ?   | ?                                                            | ? klubów                                 |
| 1989/90                                                  |              |                                 | 12 | Dinamo Tirana      | 1:1 (k.4:2)   | Flamurtari Wlora   | 6.06.1990, Durrës               | ?   | ?                                                            | ? klubów                                 |
| 1990/91                                                  |              |                                 | 12 | Partizani Tirana   | 1:1 (k.4:3)   | Flamurtari Wlora   | 15.06.1991, Tirana              | ?   | ?                                                            | ? klubów                                 |
| 1991/92                                                  |              |                                 | 2  | KS Elbasani        | 2:1           | Besa Kavaja        | 7.06.1992, Tirana               | ?   | ?                                                            | ? klubów                                 |
| 1992/93                                                  |              |                                 | 13 | Partizani Tirana   | 1:0           | Albpetrol Patos    | 19.05.1993, Durrës              | ?   | ?                                                            | ? klubów                                 |
| 1993/94                                                  |              |                                 | 8  | SK Tirana          | 0:0           | Teuta Durrës       | 21.05.1994, Durrës              | ?   | ?                                                            | ? klubów                                 |
| 1993/94                                                  | 1:0          | 28.05.1994, Tirana              | 8  | SK Tirana          |               | Teuta Durrës       |                                 | ?   | ?                                                            | ? klubów                                 |
| 1994/95                                                  |              |                                 | 1  | Teuta Durrës       | 0:0 (k.4:3)   | SK Tirana          | 31.05.1995, Tirana              | ?   | ?                                                            | ? klubów                                 |
| 1995/96                                                  |              |                                 | 9  | SK Tirana          | 1:1 (k.4:3)   | Flamurtari Wlora   | 15.05.1996, Tirana              | ?   | ?                                                            | ? klubów                                 |
| 1996/97                                                  |              |                                 | 14 | Partizani Tirana   | 2:2 (k.4:3)   | Flamurtari Wlora   | 3.05.1997, Tirana               | ?   | ?                                                            | ? klubów                                 |
| 1997/98                                                  |              |                                 | 1  | Apolonia Fier      | 1:0           | KS Lushnja         | 6.06.1998, Tirana               | ?   | ?                                                            | ? klubów                                 |
| 1998/99                                                  |              |                                 | 10 | SK Tirana          | 0:0 (k.3:0)   | Vllaznia Szkodra   | 22.05.1999, Tirana              | ?   | ?                                                            | ? klubów                                 |
| 1999/00                                                  |              |                                 | 2  | Teuta Durrës       | 0:0 (k.5:4)   | KS Lushnja         | 6.05.2000, Tirana               | ?   | ?                                                            | ? klubów                                 |
| 2000/01                                                  |              |                                 | 11 | SK Tirana          | 5:0           | Teuta Durrës       | 26.05.2001, Tirana              | ?   | ?                                                            | ? klubów                                 |
| 2001/02                                                  |              |                                 | 12 | SK Tirana          | 1:0           | Dinamo Tirana      | 1.06.2002, Tirana               | ?   | ?                                                            | ? klubów                                 |
| 2002/03                                                  |              |                                 | 13 | Dinamo Tirana      | 1:0           | Teuta Durrës       | 31.05.2003, Tirana              | ?   | ?                                                            | ? klubów                                 |
| 2003/04                                                  |              |                                 | 15 | Partizani Tirana   | 1:0           | Dinamo Tirana      | 19.05.2004, Tirana              | ?   | ?                                                            | ? klubów                                 |
| 2004/05                                                  |              |                                 | 3  | Teuta Durrës       | 0:0 (k.6:5)   | SK Tirana          | 11.05.2005, Tirana              | ?   | ?                                                            | ? klubów                                 |
| 2005/06                                                  |              |                                 | 13 | KF Tirana          | 1:0           | Vllaznia Szkodra   | 10.05.2006, Lushnja             | ?   | ?                                                            | ? klubów                                 |
| Puchar Albanii w piłce nożnej (alb. Kupa e Shqipërisë)   |              |                                 |    |                    |               |                    |                                 |     |                                                              |                                          |
| 2006/07                                                  |              |                                 | 1  | KS Besa            | 3:2           | Teuta Durrës       | 16.05.2007, Tirana              | ?   | ?                                                            | ? klubów                                 |
| 2007/08                                                  |              |                                 | 6  | Vllaznia Szkodra   | 2:0           | KF Tirana          | 7.05.2008, Elbasan              | ?   | ?                                                            | ? klubów                                 |
| 2008/09                                                  |              |                                 | 3  | Flamurtari Wlora   | 2:1           | KF Tirana          | 6.05.2009, Durrës               | 8   | Migen Memelli                                                | ? klubów                                 |
| 2009/10                                                  |              |                                 | 2  | KS Besa            | 2:1 pd.       | Vllaznia Szkodra   | 9.05.2010, Tirana               | ?   | ?                                                            | ? klubów                                 |
| 2010/11                                                  |              |                                 | 14 | KF Tirana          | 1:1 (k.4:3)   | Dinamo Tirana      | 22.05.2011, Durrës              | ?   | ?                                                            | ? klubów                                 |
| 2011/12                                                  |              |                                 | 15 | KF Tirana          | 1:0 pd.       | Skënderbeu Korcza  | 17.05.2012, Tirana              | ?   | ?                                                            | ? klubów                                 |
| 2012/13                                                  |              |                                 | 1  | KF Laçi            | 1:0           | Bylis Ballsh       | 17.05.2013, Tirana              | ?   | ?                                                            | 38 klubów                                |
| 2013/14                                                  |              |                                 | 4  | Flamurtari Wlora   | 1:0           | FK Kukësi          | 18.05.2014, Tirana              | ?   | ?                                                            | 36 klubów                                |
| 2014/15                                                  |              |                                 | 2  | KF Laçi            | 2:1           | FK Kukësi          | 29.05.2015, Tirana              | 5   | James Adeniyi Ardit Shehaj Ivan Perić                        | 36 klubów                                |
| 2015/16                                                  |              |                                 | 1  | FK Kukësi          | 1:1 (k.6:4)   | KF Laçi            | 22.05.2016, Tirana              | 6   | James Adeniyi Ardit Shehaj                                   | 36 klubów                                |
| 2016/17                                                  |              |                                 | 16 | KF Tirana          | 3:1 pd.       | Skënderbeu Korcza  | 31.05.2017, Elbasan             | 4   | Bruno Aquino Ben Azubel Bakary Nimaga Afrim Taku Myrto Uzuni | 36 klubów                                |
| 2017/18                                                  |              |                                 | 1  | Skënderbeu Korcza  | 1:0           | KF Laçi            | 27.05.2018, Elbasan             | 7   | Redon Xhixha Sindrit Guri                                    | 34 kluby                                 |
| 2018/19                                                  |              |                                 | 2  | FK Kukësi          | 2:1           | KF Tirana          | 2.06.2019, Elbasan              | 6   | Michael Ngoo                                                 | 34 kluby                                 |
| 2019/20                                                  |              |                                 | 4  | Teuta Durrës       | 2:0           | KF Tirana          | 2.08.2020, Tirana               | 5   | Ernest Muçi                                                  | 34 kluby                                 |
| 2020/21                                                  |              |                                 | 7  | Vllaznia Szkodra   | 1:0           | Skënderbeu Korcza  | 31.05.2021, Tirana              | 4   | Alfred Mensah Kyrian Nwabueze Haris Dilaver                  | 32 kluby                                 |
| 2021/22                                                  |              |                                 | 8  | Vllaznia Szkodra   | 2:1 pd.       | KF Laçi            | 31.05.2022, Tirana              | 6   | Zinedin Mustedanagić                                         | 32 kluby                                 |
| 2022/23                                                  |              |                                 | 1  | Egnatia Rrogozhinë | 1:0 pd.       | KF Tirana          | 1.06.2023, Elbasan              | 4   | Patrick                                                      | 34 kluby                                 |
| 2023/24                                                  |              |                                 | 2  | Egnatia Rrogozhinë | 1:0           | FK Kukësi          | 14.05.2024                      |     |                                                              |                                          |
| 2024/25                                                  |              |                                 | 14 | Dinamo Tirana      | 2:2 (k.5:4)   | Egnatia Rrogozhinë | 1.05.2025, Elbasan              |     |                                                              | 42 kluby                                 |

Uwagi:

- wytłuszczono nazwy zespołów, które w tym samym roku wywalczyły mistrzostwo i Puchar kraju,
- kursywą oznaczone zespoły, które w meczu finałowym nie występowały w najwyższej klasie rozgrywkowej.
- skreślono rozgrywki nieoficjalne.

## Statystyki

### Klasyfikacja według klubów
W dotychczasowej historii oficjalnych rozgrywek o Puchar Albanii na podium oficjalnie stawało w sumie 17 drużyn. Liderem klasyfikacji jest KF Tirana, która zdobyła 16 pucharów.
| Lp. | Klub                                                   | Zdobywca | Finalista                                                      | Lata triumfów |    |    | |
| --- | ------------------------------------------------------ | -------- | -------------------------------------------------------------- | --- | -- | -- | --- |
| Lp. | Klub                                                   | 1.       | KF Tirana (dawniej: SK Tirana, 17 Nëntori Tirana, Puna Tirana) | Lata triumfów | 16 | 11 | 1938/39, 1962/63, 1975/76, 1976/77, 1982/83, 1983/84, 1985/86, 1993/94, 1995/96, 1998/99, 2000/01, 2001/02, 2005/06, 2010/11, 2011/12, 2016/17 |
| 2.  | Partizani Tirana                                       | 15       | 8                                                              | 1948, 1949, 1957, 1958, 1961, 1963/64, 1965/66, 1967/68, 1969/70, 1972/73, 1979/80, 1990/91, 1992/93, 1996/97, 2003/04 |    |    | |
| 3.  | Dinamo Tirana                                          | 14       | 6                                                              | 1950, 1951, 1952, 1953, 1954, 1960, 1970/71, 1973/74, 1977/78, 1981/82, 1988/89, 1989/90, 2002/03, 2024/25             |    |    | |
| 4.  | Vllaznia Szkodra                                       | 8        | 7                                                              | 1964/65, 1971/72, 1978/79, 1980/81, 198/87, 2007/08, 2020/21, 2021/22                                                  |    |    | |
| 5.  | Flamurtari Wlora                                       | 4        | 8                                                              | 1984/85, 1987/88, 2008/09, 2013/14                                                                                     |    |    | |
| 6.  | Teuta Durrës (dawniej: Lokomotiva Durrës, Puna Durrës) | 4        | 6                                                              | 1994/95, 1999/00, 2004/05, 2019/20                                                                                     |    |    | |
| 7.  | Besa Kavaja                                            | 2        | 6                                                              | 2006/07, 2009/10 |    |    | |
| 8.  | KF Laçi                                                | 2        | 3                                                              | 2012/13, 2014/15 |    |    | |
| 8.  | FK Kukësi                                              | 2        | 3                                                              | 2015/16, 2018/19 |    |    | |
| 10. | KS Elbasani (dawniej: Labinoti Elbasan)                | 2        | 1                                                              | 1974/75, 1991/92 |    |    | |
| 10. | Egnatia Rrogozhinë                                     | 2        | 1                                                              | 2022/23, 2023/24 |    |    | |
| 12. | Skënderbeu Korcza                                      | 1        | 6                                                              | 2017/18 |    |    | |
| 13. | Apolonia Fier                                          | 1        | 0                                                              | 1997/98 |    |    | |
| 14. | KS Lushnja (dawniej: Traktori Lushnje)                 | 0        | 3                                                              | |    |    | |
| 15. | Tomori Berat                                           | 0        | 1                                                              | |    |    | |
| 15. | Albpetrol Patos                                        | 0        | 1                                                              | |    |    | |
| 15. | Bylis Ballsh                                           | 0        | 1                                                              | |    |    | |

### Klasyfikacja według miast
| Miasto     | Liczba tytułów | Drużyny                                                   |
| ---------- | -------------- | --------------------------------------------------------- |
| Tirana     | 45             | KF Tirana (16), Partizani Tirana (15), Dinamo Tirana (14) |
| Szkodra    | 8              | Vllaznia Szkodra (8)                                      |
| Durrës     | 4              | Teuta Durrës (4)                                          |
| Wlora      | 4              | Flamurtari Wlora (4)                                      |
| Elbasan    | 2              | KS Elbasani (2)                                           |
| Kavaja     | 2              | Besa Kavaja (2)                                           |
| Kukës      | 2              | FK Kukësi (2)                                             |
| Laç        | 2              | KF Laçi (2)                                               |
| Rrogozhinë | 2              | Egnatia Rrogozhinë (2)                                    |
| Fier       | 1              | Apolonia Fier (1)                                         |
| Korcza     | 1              | Skënderbeu Korcza (1)                                     |